# Ser o Parecer
Ser o parecer – singiel meksykańskiej grupy RBD, znajdujący się na płycie Celestial, nagranej w 2006 roku.
| Rok  | Tytuł           | Album       | Miejsce | Miejsce | Miejsce | Miejsce |
| Rok  | Tytuł           | Album       | USA     | MEX     | BRA     | latin   |
| ---- | --------------- | ----------- | ------- | ------- | ------- | ------- |
| 2006 | "Ser o parecer" | "Celestial" | 9       | 2       | 10      | 3       |